# Rankin Point
Der Rankin Point ist eine Landspitze im Südosten Südgeorgiens im Südatlantik. Sie markiert die nördliche Begrenzung der nordöstlichen Einfahrt zum Cooper Sound sowie die südliche Begrenzung derjenigen zur Cooper Bay.
Das UK Antarctic Place-Names Committee benannte sie 2009. Namensgeber ist der britische Ornithologe Niall Rankin (1904–1965), der von 1946 bis 1947 vogelkundliche Untersuchungen auf Südgeorgien durchgeführt hatte.